# ETSV 09 Landshut
Der ETSV 09 Landshut (Eisenbahner-Turn- und Sportverein 09 Landshut e. V.) ist ein Sportverein in der niederbayerischen Hauptstadt Landshut.
Der Verein wurde 1909 als Freie Turnerschaft Landshut gegründet. In den Folgejahren fanden mehrere Änderungen des Vereinsnamens statt. Ab 1932 trug der Verein dann die Bezeichnung Reichsbahn-Sportverein, die 1935 erweitert wurde zu Reichsbahn-Post-Turn- und Sportverein Landshut. Nach Ende des Zweiten Weltkrieges 1945 erfolgte die Neugründung zunächst unter dem ursprünglichen Vereinsnamen, der aber bereits nach kurzer Zeit in Freier Turn- und Sportverein und ab 1949 in Turn- und Sportverein 09 Landshut geändert wurde. Seit 1970 trägt man den bis heute gültigen Vereinsnamen Eisenbahner-Turn- und Sportverein 09 Landshut.
Der Verein verfügt über Abteilungen für Fußball, Handball, Turnen / Gymnastik / Fitness, Tanzsport, REHA-Sport, Kanu, Leichtathletik, Stockschießen, Boogie Woogie, Rollstuhlbasketball, Kampfkunst, Volleyball, Sportkegeln und Darts. Der ETSV 09 Landshut ist anerkannter Stützpunktverein im Programm Integration durch Sport des Bayerischen Landes-Sportverband (BLSV).

## Fußball
Die Abteilung Fußball des ETSV 09 wurde im Jahr 1924 gegründet. Die 1. Herren-Fußballmannschaft etablierte sich danach über viele Jahre als feste Größe auf Bezirksebene in Niederbayern. In der Saison 1973/74 gelang der Aufstieg in die damalige Landesliga Mitte, aus der man aber nach nur einer Spielzeit wieder absteigen musste. Überregional in Erscheinung treten konnte man dann in der Saison 1978/79, als die Qualifikation zur 1. Hauptrunde des DFB-Pokals gelang. Dort unterlag man beim vormaligen Bundesligisten Rot-Weiß Oberhausen mit 1:5 nach Verlängerung. Mit zur Mannschaft gehörte damals auch der spätere Adidas-Chef Herbert Hainer, der von 1978 bis 1980 zwei Jahre lang für den ETSV 09 Landshut auflief.
Mit dem Gewinn der Meisterschaft in der damaligen Bezirksoberliga Niederbayern gelang 2004 der neuerliche Aufstieg in die Landesliga Mitte, wiederum gefolgt vom sofortigen Wiederabstieg. 2012 konnte abermals der Titel in der Bezirksoberliga errungen werden. Nachdem der Bayerische Fußball-Verband (BFV) nach dieser Spielzeit eine umfassende Umstrukturierung seiner Amateurspielklassen vornahm, ging der ETSV 09 Landshut damit als letzter Meister dieser Spielklasse in die Annalen ein und gehörte gleichzeitig in der Saison 2012/13 zu den Gründungsmitgliedern der neuen Landesliga Südost. Auch aus dieser musste man aber nach nur einem Jahr wieder absteigen. Danach stürzte die 1. Herrenmannschaft nach einer mehrjährigen sportlichen Talfahrt bis in die zehntklassige A-Klasse Landshut ab. Nach einigen Spielzeiten in der untersten Spielklasse, in denen man sich zumeist am Tabellenende wiederfand, konnte die Saison 2023/24 mit der Vizemeisterschaft abgeschlossen werden. In den anschließenden Relegationsspielen gelang schließlich der Wiederaufstieg in die Kreisklasse, pünktlich zum 100-jährigen Bestehen der Abteilung.
Über viele Jahre hinweg nahm der ETSV 09 Landshut auch mit Frauen- und Mädchenmannschaften am Spielbetrieb des BFV teil.

### Erfolge
- Aufstieg in die Landesliga 1974, 2004, 2012
- Meister Bezirksoberliga Niederbayern 2004, 2012
- Teilnahme 1. Hauptrunde DFB-Pokal 1978

### Bekannte ehemalige Spieler
- Herbert Hainer (deutscher Manager und Sportfunktionär)

## Handball
- In der Saison 1958/59 gelang der 1. Herren-Handballmannschaft der Aufstieg in die zweitklassige, 1964/65 in die drittklassige und 1980/81, 1984/85, 1994/95 in die viertklassige Handball-Bayernliga. Die Handballabteilung des ETSV nimmt aktuell mit einer Herrenmannschaft, einem Damenteam und drei Nachwuchsmannschaften am Spielbetrieb des Bayerischen Handballverbandes (BHV) teil. Das Damenteam spielt derzeit in der Bezirksklasse und die Herrenmannschaft  in der Bezirksliga.

### Erfolge
- Aufstieg in die Bayernliga (1. Liga) 1959, 1965
- Südbayerischer Verbandsligameister (2. Liga) 1959, 1965
- Aufstieg in die Bayernliga (4. Liga) 1981, 1985, 1995
- Südbayerischer Verbandsligameister 1995
- Südbayerischer Verbandsliga-Vizemeister 1985

### Spielerpersönlichkeit
- Aleksandre Anpilogowi (Olympiasieger)